# Convolvulus turrillianus
Convolvulus turrillianus är en vindeväxtart som beskrevs av Ahmed Ahmad Parsa. Convolvulus turrillianus ingår i släktet vindor, och familjen vindeväxter. Inga underarter finns listade i Catalogue of Life.